# Daan Dijksman
Daan Dijksman (1946) is een Nederlands journalist.
Dijksman begon zijn loopbaan na de School voor Journalistiek in 1971 als redacteur van de Haagse Post. Na de fusie in 1990 met opinieweekblad De Tijd werd hij achtereenvolgens adjunct-hoofdredacteur en senior editor van HP/De Tijd. Tevens had hij tussen oktober 1992 en maart 1993 de dagelijkse leiding bij HP/De Tijd op Zondag. In mei 1994 werd Dijksman hoofdredacteur van de VARAgids; hij bleef dat tot maart 2007. Kort daarna behoorde hij tot de initiatiefnemers van Torpedo, een tijdschrift in boekformaat naar het voorbeeld van het Engelse Granta, waarin onder meer H.J.A. Hofland zijn memoires publiceerde. Bij gebrek aan lezers en adverteerders hield het blad na drie nummers op te bestaan. In januari 2013 maakte Dijksman een comeback bij het inmiddels tot maandblad getransformeerde HP/De Tijd, nu in de functie van hoofdredacteur.